# Zenepalota (Miskolc)
Zenepalota a neve a miskolci Bartók téren álló neobarokk épületnek, amelyben a Bartók Béla Zeneművészeti Szakgimnázium és a Miskolci Egyetem Bartók Béla Zeneművészeti Kara is működik.

## Története
A területen korábban a Szinva vizével működtetett Bükk-malom dolgozott, amit a 19. század első harmadában lebontottak, a malomárkot pedig feltöltötték és beépítették. Az 1878-as nagy árvíz azonban itt is romba döntött mindent, így a városrendezésnek már nem volt akadálya. A tér keleti oldalára a főispáni palota (Lichtenstein-palota) épült fel, a nyugati oldal beépítésére pedig 1907-ben írtak ki pályázatot: zenepalotára és női ipariskolára szólt a kiírás. A tervek elkészültek, de nem történt semmi. Végül 1926-ban Wälder Gyula új terveket készített, és egy év múlva, 1927-ben el is készült az épület, amelyet ugyanabból az amerikai újjáépítési, ún. Speyer-kölcsönből fedeztek, mint a lillafüredi Palotaszállót, vagy a Búza téren álló Vásárcsarnokot. Nevét az akkor még élő Hubay Jenő hegedűművészről kapta, aki ebből az alkalomból az intézménynek ajándékozta bronz mellszobrát.

## Az épület
A palota teljes egészében kétemeletes. Északi homlokzata a Hunyadi utcára, a keleti a Bartók térre, a déli a Szinvára a nyugati, amely újonnan épült, a Dayka Gábor utcára néz. A keleti főhomlokzatot nyolc dór oszlopokkal ékes portikusz díszíti, amelyhez íves lépcsősorok vezetnek a térről. Innen nyílik a három félköríves bejárat, közöttük két egyenes záródású ajtóval, ezek felett körablakkal. A bejáratok és a körablakok keretelése ugyanúgy füzérdíszes közepén trapézdísszel. Az első emeleten a portikusz felett, a középrizalit egész szélességében kovácsoltvas erkély húzódik. Az első emeleti ablakok szegmensívesek, a második emeletiek pedig egyenes záródásúak. A szegmensívvel záródó ablakok a keleti főhomlokzat középrizalitján füzérdíszesek és ovális díszű zárókövesek, míg az oldalsó ablakok csak záróköves díszűek. A palota ezen homlokzata 3+5+3 tengelyes. A középső öt ablakból a két szélső és a középen lévők alatt kovácsoltvas neobarokk zászlótartók vannak. (A középen lévő díszesebb, mint a szélen levők.)     
Kiváló akusztikájú, 400 személy befogadására alkalmas hangversenyterme és hangversenytermi orgonája révén a Zenepalota fontos szerepet játszik a város kulturális életében, rendszeresen ad helyt koncerteknek irodalmi felolvasóesteknek és egyéb rendezvényeknek. 
Az épület homlokzatán Bartók Béla domborműve (Seres János alkotása), a hangversenyterem előtti társalgóban Hubay Jenő szobra (Ligeti Miklós műve) és Liszt Ferenc gipsz mellszobra áll, míg az épület előcsarnokában Reményi Ede és Lányi Ernő emléktáblája (mindkettő Ficzek Károly alkotása) látható.
2009-ben az épületet műemléknek nyilvánították, és ugyanebben az évben elkezdődött régen esedékes felújítása, amely 2011 elejére készült el. A műemlékek nyilvántartásában Hunyadi u. 7 címmel szerepel, ez azonban az északi bejárat címe, az épület főbejáratának címe Bartók Béla tér 1.

## Képek

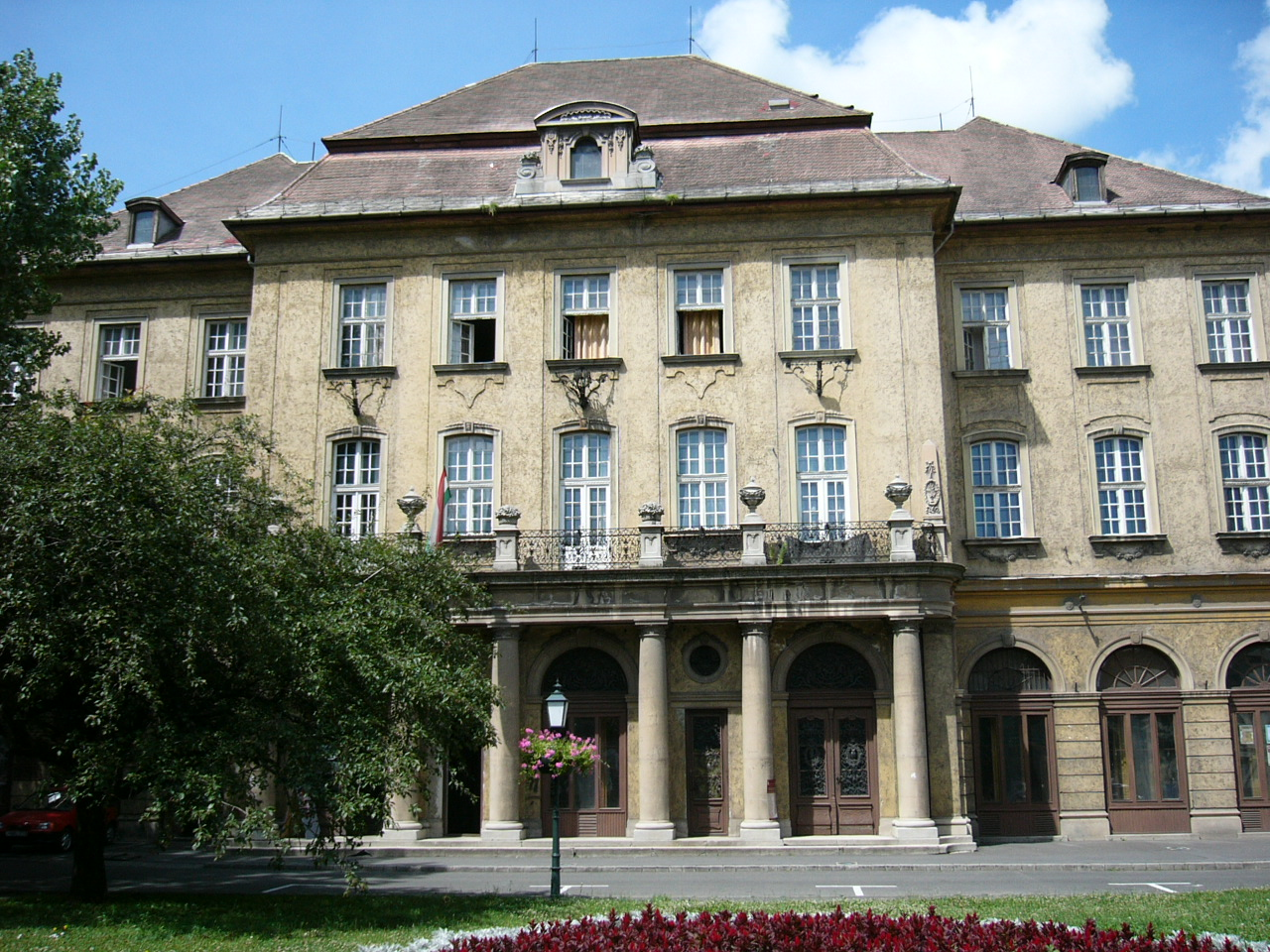
A Zenepalota a 2010-es renoválás előtt
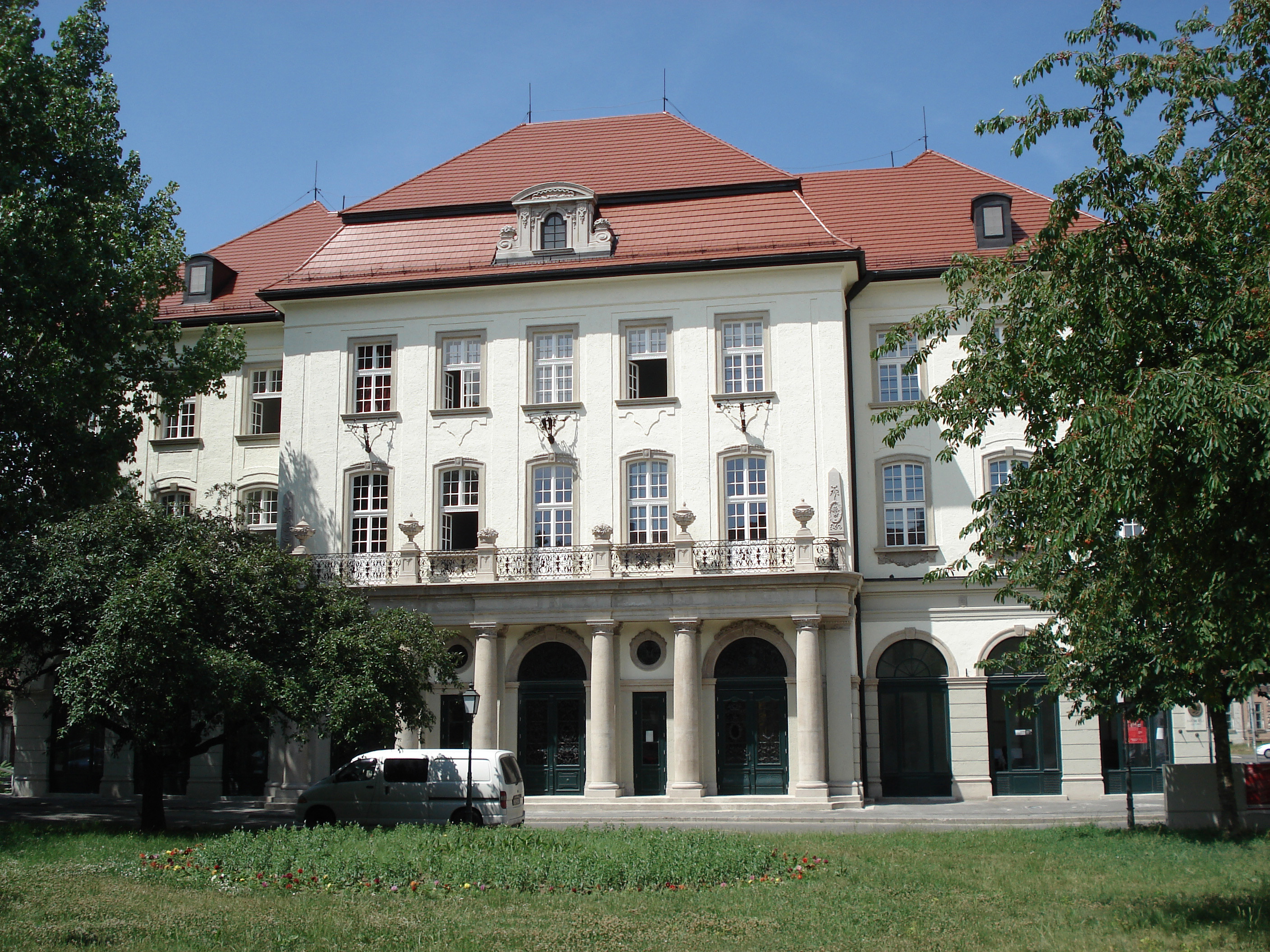
A Zenepalota 2011-ben
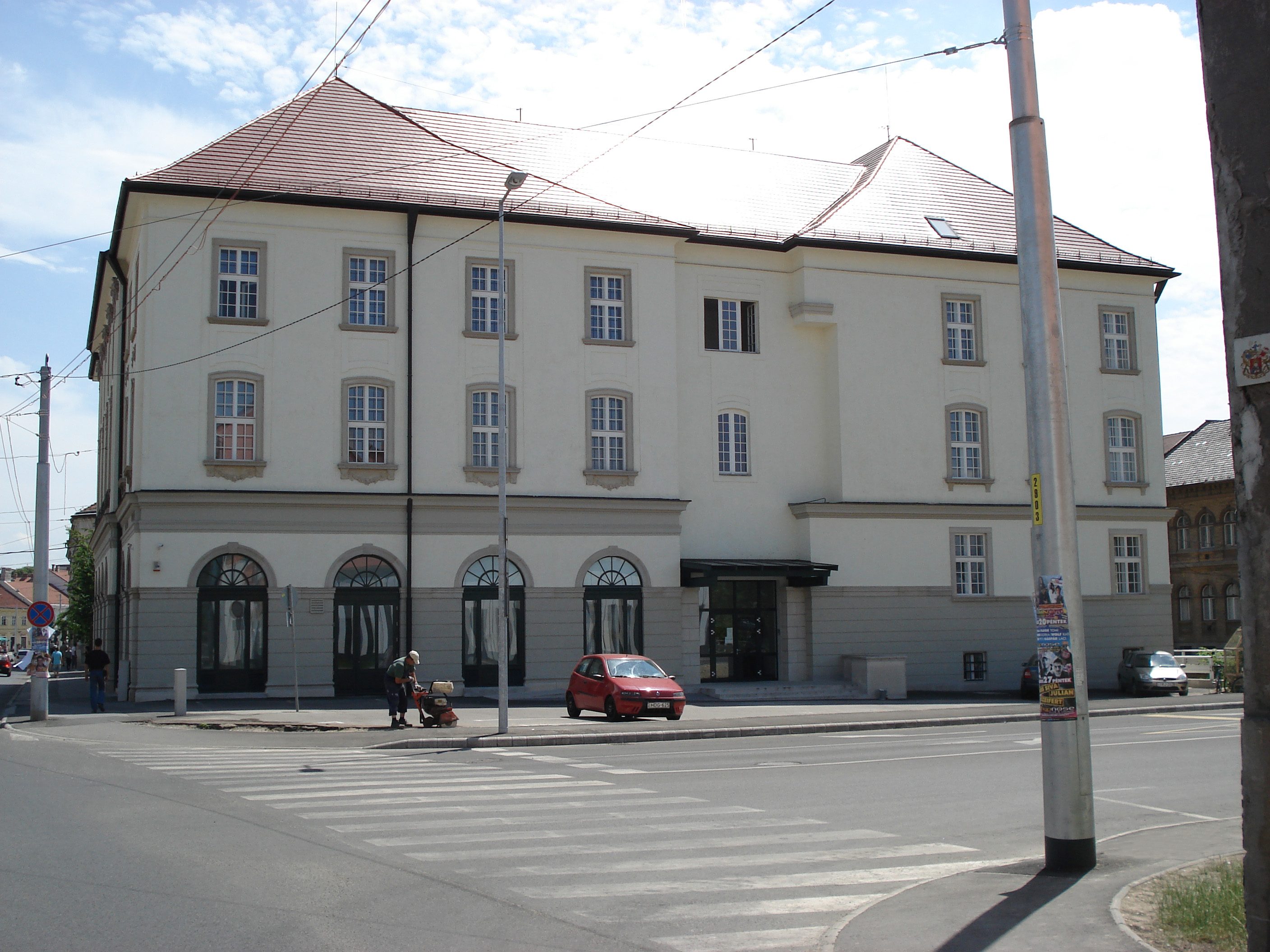
Az épület hátsó frontja a 2010-es felújítás után
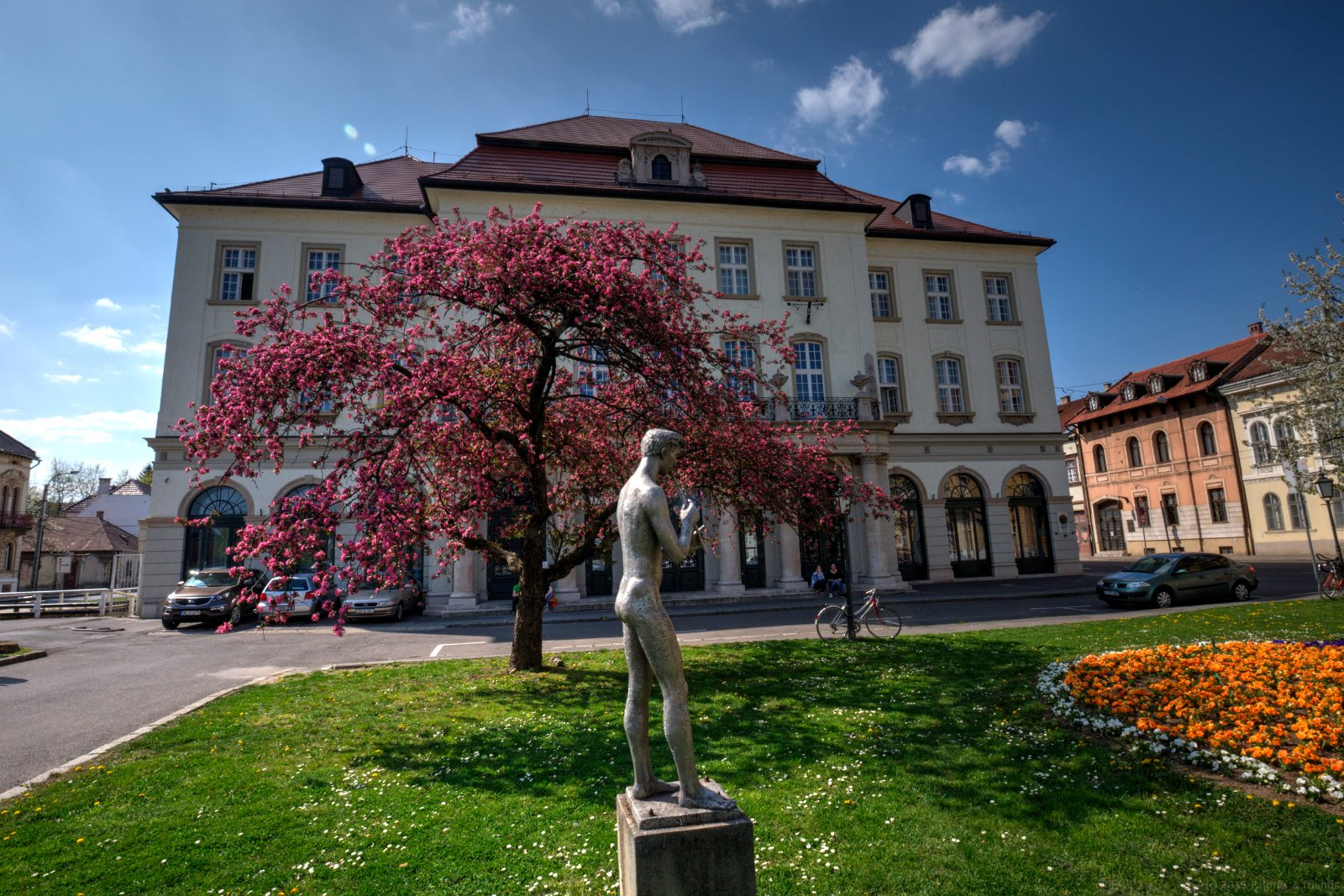
A Bartók tér Somogyi Árpád szobrával
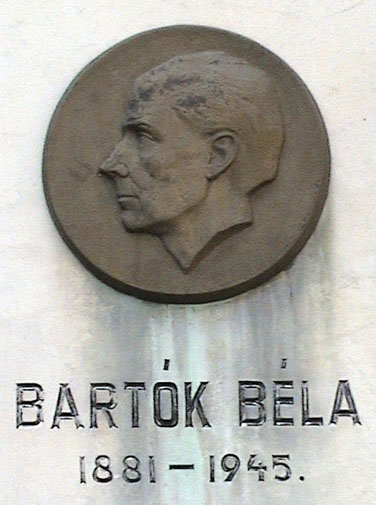
Bartók Béla domborműve (Seres János alkotása)
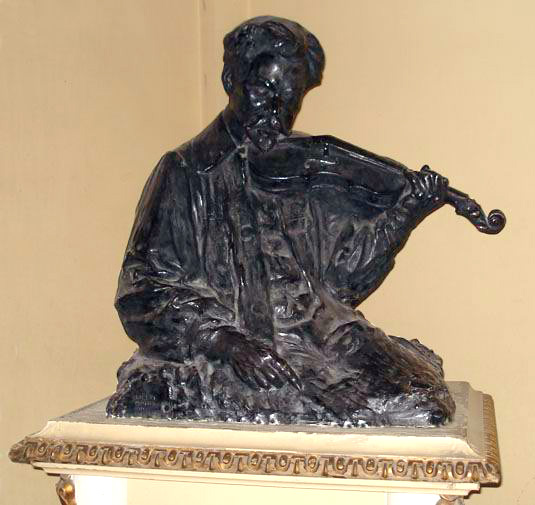
Hubay Jenő szobra (Ligeti Miklós alkotása)